# Кампания по возрождению языка маори
Кампа́ния по возрожде́нию языка́ ма́ори — совокупность мер по продвижению языка маори и пропагандированию его использования. Проводится преимущественно в Новой Зеландии, а также в местах проживания диаспоры — Лондоне, Мельбурне и других. Целью движения является увеличение использования языка маори в семьях, образовании, бизнесе и правительстве. Кампания считается частью движения Māori Renaissance. Роль языка маори в образовании регулируется законом об образовании 1989 года.
До Второй мировой войны (1939—1945) у большинства маори национальный язык был первым, а к 1980-му году менее 20 % маори имели достаточно высокий уровень языка, чтобы классифицироваться как носители. Причинами этого являются переход на английский в школах, урбанизация, снизившая частоту контактов с членами расширенной семьи (а старшее поколение всегда играло большую роль в жизни маори). Многие маори не говорят на своём языке дома, в результате чего появились семьи не говорящих на национальном языке маори.
Вожди маори со временем начали обращать внимание на проблему потери языка и инициировали несколько программ по его восстановлению, например, начавшаяся в 1982 году программа обучения дошкольников погружением в языковую среду «Языковое гнездо» (маори Kōhanga Reo). В конце того же десятилетия открылись школы с погружением в языковую среду — «Кура каупапа маори» маори Kura Kaupapa Māori.

## Неделя языка маори
С 1975 года правительством Новой Зеландии проводится Неделя языка маори (маори te wiki o te reo Māori), направленная на поощрение изучения и поддержку языка маори.

## Закон о языке маори и Комиссия по языку маори
В 1987 году был принят Закон о языке маори (англ. Māori Language Act 1987), давший ему статус государственного языка. С этих пор люди, владеющие маори, могут пользоваться им в государственных структурах, к примеру, в суде (вне зависимости от того, владеют ли они при этом английским). Наряду с принятием Закона была создана Комиссия по языку маори (маори Te Taura Whiri I Te Reo Māori, англ. Māori Language Commission), которая занимается развитием языка, а также является языковым регулятором.

## Языковое гнездо
Языковое гнездо (маори kōhanga reo) — подход к обучению языкам, разработанный на основе культурных принципов маори. Внимание в нём направлено на детей, которых обучают старшие. Первое такое «гнездо» было создано в Уаинуиомате в 1982 году. Данная концепция была адаптирована и для других языков.
Дети от рождения до шести лет (время поступления в школу) проводят время с пожилыми маори, играя, молясь, говоря и слыша исключительно язык маори. Языковое гнездо может находиться где угодно, включая традиционные здания мараэ.

## Политика
Партия маори часто включает увеличение роли языка маори в предвыборные кампании; в 2011 году предлагалось обязать все средние школы предоставлять возможность изучать язык маори всем ученикам.